# Iona Rothfeld
Iona Ronit Rothfeld Báscoli (Santiago, 19 de enero de 1993) es una exfutbolista chilena que jugó como mediocampista y presidenta de la Asociación Nacional de Jugadoras de Fútbol Femenino en su país. 

## Carrera futbolística
Rothfeld comenzó su carrera en la academia de Santiago Oriente.  En la categoría superior jugó por Universidad Católica y Audax Italiano en Chile. 
Mientras estudiaba en Estados Unidos, jugó para el equipo «St. Thomas Bobcats».  
Luego de participar en una competencia de prueba, Rothfeld representó a Chile en la categoría sub-14 en la inauguración de una nueva sede de la FIFA.
En 2010, Rothfeld representó a la selección femenina de fútbol sub-17 de Chile en el Campeonato Sudamericano de ese mismo año,  clasificando a su país por primera vez a un mundial femenino.  También los representó en el Mundial. 
En los Juegos Sudamericanos de 2014 ganó, junto a la selección chilena femenina, la medalla de plata en la categoría de fútbol.   
En 2016, Chile volvió a salir del ranking FIFA, sólo un año después de haber alcanzado el puesto 41, su mejor clasificación histórica. Rothfeld, junto a la arquera Christiane Endler y otras compañeras crearon la Asociación Nacional de Jugadoras de Fútbol Femenino, un sindicato de fútbol femenino chileno para combatir el abandono de su federación.  La ANJUFF recibió el reconocimiento de los sindicatos deportivos de Chile y de FIFPro, y fue uno de los primeros esfuerzos para sindicalizar a las atletas femeninas en América Latina.  Chile hizo su regreso competitivo en mayo de 2017, ganando 12-0 a Perú. 
Rothfeld fue codirectora de «OFFSIDE», un cortometraje documental sobre las mujeres en la Copa Mundial Femenina de la FIFA 2019. 